# Harvey Summit
Der Harvey Summit ist ein 2644 m hoher Berg im ostantarktischen Viktorialand. In der Royal Society Range ragt er am Kopfende des McDermott-Gletschers auf.
Das Advisory Committee on Antarctic Names benannte ihn 1994 nach John W. Harvey (* 1940) vom National Solar Observatory der University of Colorado Boulder, der 1980 gemeinsam mit seinen Kollegen Thomas L. Duvall Jr. und Martin A. Pomerantz (1916–2008) helioseismologische Studien auf der Amundsen-Scott-Südpolstation betrieben hatte.